# AJ-10

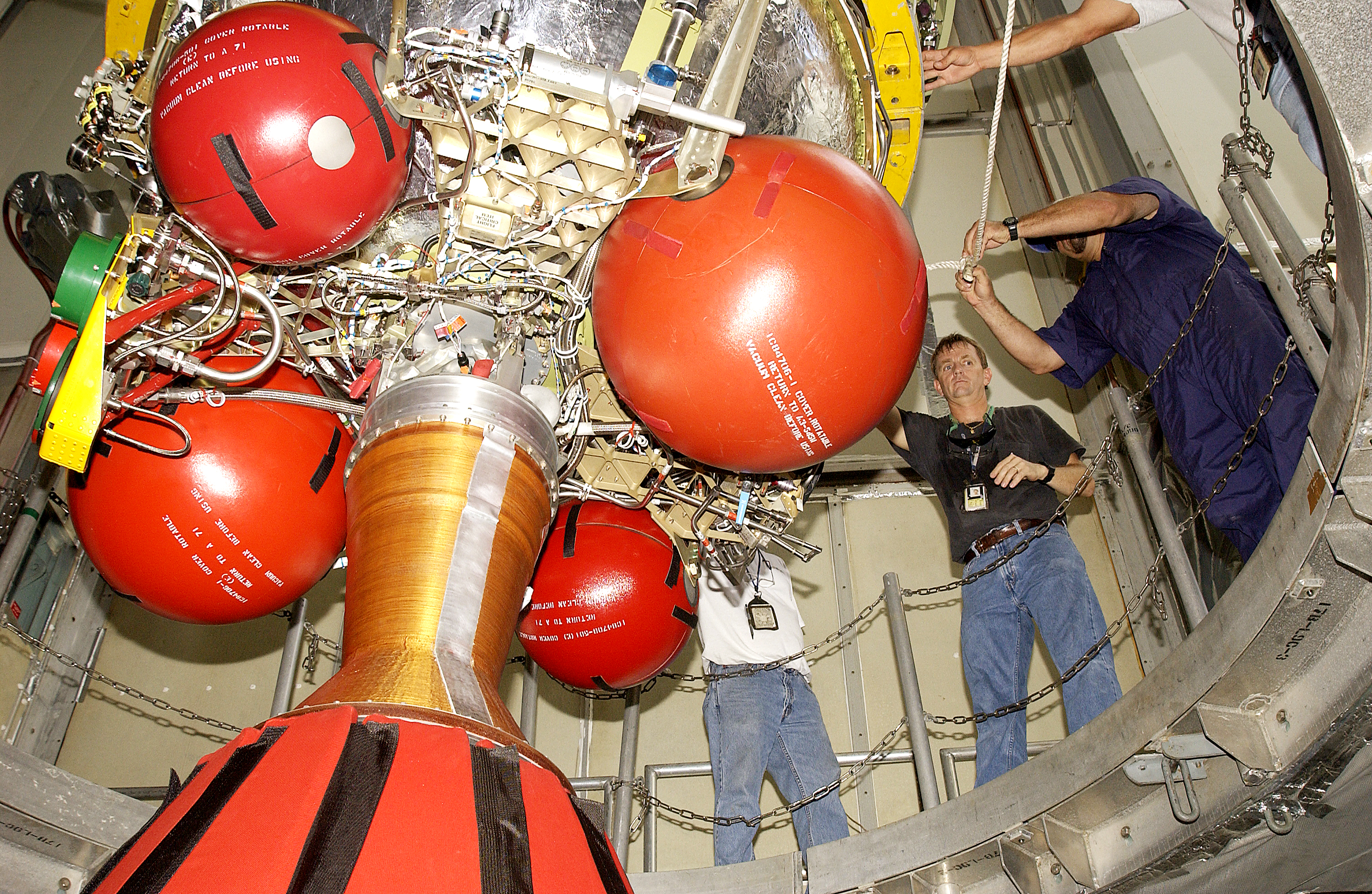
Partie supérieure du moteur assemblé avec le deuxième étage du lanceur Delta II.

AJ-10 ou AJ10 désigne une famille de moteurs-fusées à ergols liquides de la société américaine Aerojet dont le développement débute en 1955. Les différentes versions de ce moteur de conception simple a joué un rôle important dans l'histoire du vol spatial aux États-Unis en propulsant un grand nombre d'étages supérieurs des lanceurs en activité sur quatre décennies : Vanguard, Thor-Able (en), Atlas-Able (en), Titan et Delta II. Une version de ce moteur a également équipé le vaisseau Apollo ainsi que la navette spatiale américaine. La version AJ10-104 a été le premier moteur réallumable en vol. D'un point de vue technique il s'agit d'un moteur d'une poussée d'environ 3 tonnes (jusqu'à 9 tonnes pour le vaisseau Apollo) brûlant un mélange hypergolique d'UDMH et d'acide nitrique pour les premières versions et par la suite de peroxyde d'azote et d'Aérozine 50. L'alimentation du moteur se fait par mise sous pression des réservoirs d'ergols par de l'hélium.

## Historique

### Mise au point du moteur: la propulsion du second étage du lanceur Vanguard
Le projet du premier lanceur américain, la fusée Vanguard, démarre en 1955. Le second étage du lanceur devait être initialement dérivé de la fusée-sonde Aerobee-Hi développée par la société Aerobee. Mais son moteur ne parvient pas à satisfaire le cahier des charges. Aerojet est chargé dans le cadre d'un contrat passé le 14 novembre 1955 avec la société Martin Company développeur de la Vanguard, de construire un moteur spécifique, baptisé AJ10-37, pour propulser le deuxième étage. Le constructeur sélectionne le mélange hypergolique UDMH et d'acide nitrique qui s'enflamme spontanément et permet ainsi de se passer de système d'allumage. Malgré le surpoids induit au niveau des réservoirs pour tenir la pression, le constructeur choisit une alimentation par gaz sous pression (en l'occurrence de l'hélium) de préférence à une alimentation par turbopompe dont les mouvements de rotation auraient produit des couples de force difficiles à annuler par le système de contrôle d'attitude du lanceur. Le refroidissement est régénératif : le carburant circule dans des tubes en aluminium formant la paroi de la chambre de combustion. Une version utilisant une simple paroi en acier inoxydable est testée avec succès sur de longues durées mais elle n'est pas retenue car elle entraine un surpoids d'environ 9 kg. le premier vol réussi a lieu le 17 mars 1958. Au cours des vols suivants, le moteur est à l'origine de plusieurs défaillances d'origine diverses.
L'AJ10-40 est une version un peu différente développée pour propulser l'étage supérieur de fusée Able monté sur un missile Thor. L'AJ-40 est développé en 1957 pour répondre aux besoins des militaires américains qui veulent tester la rentrée atmosphérique des têtes de leurs missiles nucléaires. La poussée est légèrement supérieure et la structure est modifiée pour s'adapter au nouvel étage. Une version à usage civil aux caractéristiques équivalentes, baptisé AJ10-41, est développé pour lancer des sondes spatiales lunaires Pioneer. Le lanceur tri-étages résultant Thor-Able (en) est lancé pour la première fois le 17 août 1958. Une troisième variante, L'AJ10-42, est utilisé durant le 1er semestre 1959 pour tester le fonctionnement du guidage du futur missile Titan en ayant recours à une version bi-étages du lanceur Thor-Able (en). Enfin la version AJ10-101A avec une poussée légèrement supérieure (34,76 kN) est utilisée pour lancer différents satellites entre le 7 aout 1959 et le 1er avril 1960.

### La version redémarrable: l'étage Able-Star
En juillet 1959 l'ARPA décide de lancer le développement d'une version du moteur qui puisse fonctionner deux fois et demi plus longtemps et qui puisse être redémarrée en orbite pour permettre l'injection de satellites sur des orbites plus précises. Aerojet reçoit comme instruction de développer un moteur rustique en utilisant si possible les composants déjà testés dans le cadre de versions précédentes du moteur. Toutefois l'Armée de l'Air demande que l'acide nitrique soit remplacé par de l'Acide nitrique fumant rouge sans doute parce que celui-ci était utilisé par l'étage Agena. Parmi les autres modifications figurent une poussée légèrement accrue, une rallonge de tuyère optionnelle qui porte le rapport de section de 20 à 40 et un système de propulsion indépendant utilisant de l'azote permet de plaquer les ergols dans le fond des réservoirs avant de redémarrer le moteur. L'AJ10-104 est rapidement mis au point et équipe un étage rebaptisé Able-Star allongé par rapport à l'étage Able. Le lanceur Thor-Ablestar est lancé pour la première fois le 13 avril 1960. La dernière fusée de ce type sera lancée le 13 août 1965.

### La version à revêtement ablatif: l'étage Transtage
La version AJ10-138 équipant l'étage Transtage de la fusée Titan 3 est développé par Aérojet à peu près à la même période que l'AJ10-137 propulsant le module de commande et de service Apollo. Il partage la même architecture mais est deux fois moins puissant. Comme celui-ci il comporte une chambre de combustion qui est maintenue en dessous de la température critique par un revêtement intérieur ablatif (qui s'évapore sous l'effet de la chaleur) dont la mise au point sera longue. La tuyère qui est montée sur cardan a un rapport de sections de 1/40. Elle est réalisée en partie en columbium recouvert d'une couche d'aluminium et évacue la chaleur par rayonnement. Chaque moteur a une masse de 100 kg. Le premier vol a lieu le 1er septembre 1964.

## Versions et caractéristiques techniques
L'AJ10 est un moteur-fusée à ergols liquides conçu pour propulser les étages supérieurs de lanceur. Il brûle un mélange hypergolique d'UDMH et d'acide nitrique pour les premières versions et par la suite de peroxyde d'azote et d'Aérozine 50. Le moteur est alimenté par gaz sous pression (hélium), qui présente l'avantage d'être simple et fiable. La plupart des versions ont une masse comprise entre 90  et   100 kg. 
Les principales versions de l'AJ10 développées sont les suivantes : 

### L'AJ10-40/41/42/101 (étage Able des lanceurs Thor/Delta)
La poussée passe de 34,7 à 37 kN et la durée de la propulsion est multipliée par 2,5 passant à 300 secondes. Le moteur peut être également redémarré ce qui constitue une première dans l'histoire de la propulsion spatiale.

### L'AJ10-137 (Vaisseau Apollo)

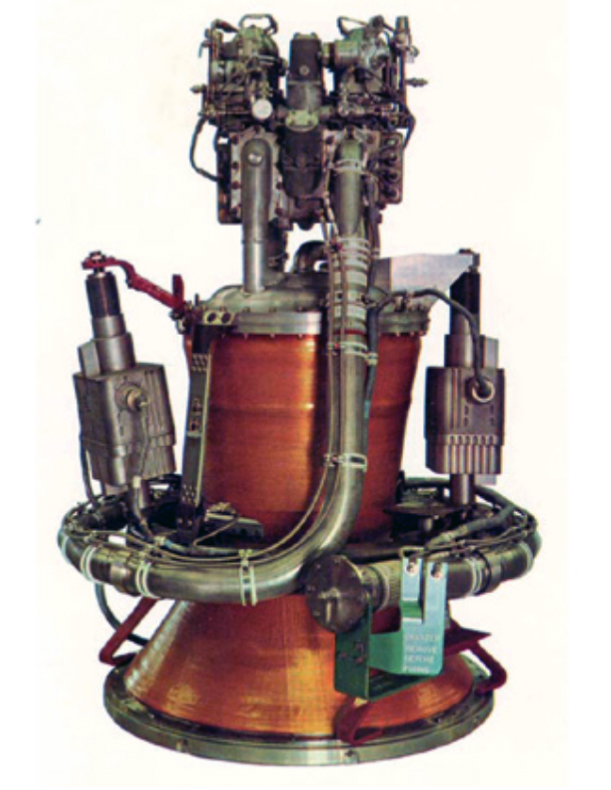
Chambre de combustion du moteur AJ10-137. De haut en bas : valves d'alimentation des ergols (redondantes), injecteurs, chambre de combustion, de part et d'autre vérins permettant d'orienter le moteur et donc la poussée, partie supérieure de la tuyère.

L'AJ10-137 est une version dérivée de l'AJ10 développée pour propulser le vaisseau Apollo et baptisé  SPS (Service Propulsion System).  Celui-ci joue un rôle central dans la mission car il est utilisé pour l'insertion en orbite autour de la Lune, puis pour quitter cette orbite une fois l'équipage revenu de la surface de la Lune ainsi que pour effectuer les corrections de trajectoire durant les transits aller et retour entre la Terre et la Lune. Dans le cas où une mission doit être interrompue au début du transit entre la Terre et la Lune il a également la capacité de ramener le vaisseau vers la Terre. Il a été choisi pour être suffisamment puissant pour modifier la vitesse du vaisseau de 45 tonnes (avant séparation du module lunaire) de 2,8 km/s.  L'AJ10-137 d'Aerojet est une version modifiée d'un moteur-fusée qui à l'origine propulsait la fusée Vanguard. Le moteur proposé, l'AJ10-137, dérive directement d'une version propulsant un étage supérieur du missile balistique intercontinental Titan. Ce moteur-fusée à ergols liquides brûle un mélange  de peroxyde d'azoteet d'Aérozine 50 d'une poussée de 9,1 tonnes (91 kilonewtons) avec une impulsion spécifique dans le vide de 314,5 secondes. La fiabilité a été un critère essentiel de sélection car l'équipage n'aurait aucun recours en cas de défaillance de ce moteur une fois loin de la Terre. Elle est obtenue par le choix d'ergols hypergoliques (s'enflammant spontanément lorsque les deux ergols sont mis en présence), l'alimentation par gaz sous pression (hélium) qui évite la complexité inhérente aux turbopompes (au détriment des performances), une poussée non modulable et donc plus simple et l'existence d'un double circuit d'alimentation, de pressurisation des réservoirs et de contrôle. Pour remplir sa mission le moteur peut être rallumé 50 fois et la durée de combustion totale est de 750 secondes. Pour réduire la masse du moteur, les injecteurs sont réalisés en aluminium et sont refroidis en utilisant les deux ergols. La chambre de combustion est maintenue en dessous de la température critique par un revêtement intérieur ablatif (qui s'évapore sous l'effet de la chaleur). Les ergols y sont injectés avec une pression de 11 bars. Celle-ci tombe à 7 bars dans la chambre de combustion. La tuyère, qui est  en forme de coquetier, est très allongée - elle dépasse de 2,84 mètres la partie inférieure du module de service alors que la partie du moteur insérée dans le module est haute de 1,22 mètre pour 1,12 mètre de diamètre - car son rapport de section de 1:62,5 est optimisé pour un fonctionnement dans le vide. Elle est réalisée dans sa partie supérieure en titane et pour l'essentiel  en niobium recouvert d'une couche d'aluminium. La chaleur est évacuée par rayonnement. Le moteur est orientable grâce à des vérins fixés au sommet de la tuyère qui peuvent écarter son axe de 5,5° par rapport à celui du vaisseau spatial.

### L'AJ10-118k (lanceur Delta II)
Le deuxième étage du lanceur Delta II est propulsé par un moteur-fusée Aerojet AJ10-118K d’une poussée de 4 tonnes avec impulsion spécifique de 319 secondes qui consomme des carburants hypergoliques (peroxyde d'azote et hydrazine) et peut être rallumé plusieurs fois. Le carburant très corrosif nécessite que le lancement intervienne moins de 37 jours après le remplissage sous peine d’un reconditionnement de l’étage en usine. La durée totale de fonctionnement du moteur est de 431 secondes.

### Synthèse des caractéristiques techniques des principales versions
|                                       | AJ10-37                    | AJ10-40/41/42/101          | AJ10-104                           | AJ10-138                       | AJ10-137                       | AJ10-190                          | AJ10-118K                      |
| ------------------------------------- | -------------------------- | -------------------------- | ---------------------------------- | ------------------------------ | ------------------------------ | --------------------------------- | ------------------------------ |
| Étage                                 | Deuxième étage             | Able                       | Ablestar                           | Transtage                      | vaisseau Apollo                | Moteurs de manœuvre orbitale OMS  | Delta K                        |
| Lanceur                               | Vanguard                   | Thor-Able (en)             | Thor-Ablestar (en)                 | Titan II/III                   | -                              | Navette spatiale américaine       | Delta II                       |
| Utilisation                           | 1957-1959                  | 1958-1960                  | 1960-                              | 1964-1980                      | 1964-1975                      |                                   | 1972-                          |
| Nbre moteurs utilisés                 | 14                         | 21 (40 ?)                  | 31                                 | 80                             | ?                              |                                   | 127                            |
| Poussée                               | 33,8 kN.                   | 34,69 kN                   | 35,10 kN                           | 35,6 kN                        | 97,5 kN                        | 26,7 kN                           | 43,40 kN                       |
| Impulsion spécifique                  | 271 s.                     | 270 s.                     | 278 s.                             | 311 s.                         | 312 s.                         | 313 s.                            | 321 s                          |
| Ergols                                | UDMH / Acide nitrique      | UDMH / Acide nitrique      | UDMH / Acide nitrique fumant rouge | peroxyde d'azote / Aérozine 50 | peroxyde d'azote / Aérozine 50 | peroxyde d'azote / Aérozine 50    | peroxyde d'azote / Aérozine 50 |
| Pression chambre de combustion        | 7 bars                     | 7 bars                     | 7 bars                             | 7 bars                         | 6,9 bars                       | 8,61 bars                         | 8,96 bars                      |
| Masse                                 | 90 kg                      |                            | 90 kg                              | 110 kg                         | 295 kg                         | 138 kg                            | 95 kg                          |
| Dimension                             | diam : 0,84 m              |                            | diam : 1,4 m                       | diam : 1,53 m                  | diam. 2,5 m. long : 4,06 m.    |                                   | diam : 1,7 m                   |
| Refroidissement chambre de combustion | régénératif                | régénératif                | régénératif                        | revêtement ablatif             | revêtement ablatif             |                                   | revêtement ablatif             |
| Matériau chambre de combustion        | aluminium                  | aluminium                  |                                    |                                |                                |                                   |                                |
| Refroidissement tuyère                |                            |                            |                                    | radiatif                       | radiatif                       |                                   | radiatif                       |
| Alimentation                          | Gaz sous pression (hélium) | Gaz sous pression (hélium) | Gaz sous pression (hélium)         | Gaz sous pression (hélium)     | Gaz sous pression (hélium)     | Gaz sous pression (hélium)        | Gaz sous pression (hélium)     |
| Rapport de mélange                    |                            |                            |                                    | 2                              | 1,6                            | 1,65                              | 1,9                            |
| Ratio poussée/masse                   | 38,3                       |                            | 40                                 | 33                             |                                |                                   | 44                             |
| Rapport de section de la tuyère       | 40                         |                            | 40                                 | 40                             | 62,5                           | 55                                | 65                             |
| Orientation poussée                   |                            |                            |                                    |                                | oui                            | 7° et 8° système électromécanique |                                |
| Poussée modulable                     |                            |                            |                                    |                                |                                |                                   |                                |
| Redémarrable                          | Non                        | Non                        | Oui                                | Oui                            | 36 redémarrages                | 1000 redémarrages                 | 10 redémarrages                |
| Durée fonctionnement                  | 115 s.                     | 115 s.                     | 300 s.                             | 440 s.                         | 750 s.                         | 15 heures cumulées                | 444 s.                         |
| Autre caractéristique                 |                            |                            |                                    |                                |                                |                                   |                                |